# それゆけ!ナイトバスターズ
『それゆけ!ナイトバスターズ』は、1996年4月1日から2001年3月27日まで、TOKYO FMで放送されていたラジオ番組枠。

## 放送された番組
- 月曜日
  - 藤井フミヤのFMスナイパー（1996年4月1日 - 1999年9月27日）
  - プッチモニのプッチモニダイバー!（1999年10月4日 - 2001年3月26日）
- 火曜日
  - 木村拓哉のWhat's UP SMAP!（1996年4月2日 - 1996年9月24日）
  - 飯島直子の今夜は、話そ!（1996年10月1日 - 1998年3月31日）
  - 森高千里の週末計画 もっとキイトカナイト（1998年4月7日 - 1998年9月29日）
  - GLAY TAKURO RADIO FACTORY（1998年10月6日 - 1999年3月30日）
  - DA PUMPリスペクト・フレイヴァ!（1999年4月6日 - 2001年3月27日）
- 水曜日
  - 広末涼子のがんばらナイト（1996年4月3日 - 2000年3月29日）
  - Yahoo! アンリミテッド HYPER BLOODS NET CITY（2000年4月5日 - 2000年9月27日）
- 木曜日
  - 森高千里のキイトカナイト（1996年4月4日 - 1998年3月26日）
  - 飯島直子の今夜は、話そ!（1998年4月2日 - 1999年3月25日）
  - 西川貴教 TURBO FM（1999年4月1日 - 2000年9月28日）